# ジョン・レンボーン
ジョン・レンボーン（John Renbourn、1944年8月8日 - 2015年3月26日）は、イギリスのギタリストであり作曲家。ペンタングルにおけるバンド活動とバート・ヤンシュとの共演で知られる。また、バンド活動以前から（活動中も並行して）ソロ活動を続けていた。
一般にフォークミュージシャンとされているが、ケルト音楽、古楽、クラシック音楽、ブルース、ジャズ等に関心を持ち、音楽性もそれらを指向している。代表作『鎧面の騎士』(1968年)では中世の楽曲を取り上げている。
2015年3月26日にスコットランドの自宅で亡くなっているのを駆け付けた警官に発見された。心臓発作と診られている。70歳没。

## 活動の記録

### 初期
ジョン・レンボーンはロンドンのメリルボーンで生まれる。学校でクラシック・ギターを勉び、この間に古楽の手ほどきを受けた。が、1950年代のスキッフルの大流行に他のミュージシャン達と同様に大きな影響を受け、遂にはレッドベリー、ジョッシュ・ホワイト(Josh White)、ビッグ・ビル・ブルーンジーらの活動を追い始めた。

### 1960年代 ロンドン
1960年代に入りポピュラーミュージック界では、リズム・アンド・ブルースが新たに大流行し、デイヴィ・グレアムの衝撃が伝わってきた。
1961年に、マック・マクロード(Mac MacLeod)とイギリス南西部地方をツアーし、1963年に再度ツアーを行なう。また、ロンドンのキングストン芸術大学で学んでいる間、短期間、R&Bバンドでも演奏を行っていた。
この頃、イギリスにおいても「フォーク・リバイバル」が始まる。しかし、多くのフォーク・クラブはトラディショナルや伴奏の無いフォークソングに偏り、ギタープレイヤーは必ずしも歓迎されていたというわけではなかったが、ロンドンのラウンドハウス(the Roundhouse)は別であった。そしてここでブルースとゴスペルシンガーのドリス・ヘンダースン(Dorris Henderson)に出会い、バックギターを務めることとなる。そして彼女と共に2枚のアルバムを録音した。
ソーホーのグリーク街にある「レ・クザン」(Les Cousins、"従兄弟同士"の意味)は、1960年代前半、ロンドンで最も良く知られたコンテンポラリー・フォークの演奏会場であり、イギリスとアメリカのギタリストとシンガーソングライターが集まる場所となった。
1963年頃、エディンバラからロンドンに来たバート・ヤンシュと組み、「フォーク・バロック」として知られるようになった複雑なデュエットのスタイルを共に作り上げた。 アルバム『華麗なる出会い (Bert and John)』では、彼らの演奏スタイルを顕著に示している。
1960年代に、何枚かのアルバムをトランスアトランティック・レーベルで録音した。 その中の、『鎧面の騎士 (Sir John Alot)』、『ザ・レディ・アンド・ザ・ユニコーン (The Lady and the Unicorn)』には、この時期から始まったジョン・レンボーンの演奏の様式と題材が集約されている。『鎧面の騎士』ではクラシック音楽と古楽の様式に従いつつ、ジャズとブルースとフォークを混合させて演奏している。また、『ザ・レディ・アンド・ザ・ユニコーン』には、彼の古楽への関心が色濃く反映されている。

### 1960年代後半から1970年代前半 ペンタングル時代
この頃、イギリスのトラディショナル・フォーク・ソングを歌っていたジャッキー・マクシーと演奏を始める。そして、バート・ヤンシュ、ベーシストのダニー・トンプソン、およびドラム奏者のテリー・コックスらと共に「ペンタングル」を結成。1968年のアメリカツアーではカーネギー・ホールとニューポート・フォークフェスティバルで演奏し、大きな成功を収めた。

### 1970年代後半から1980年代前半
1970年代から1980年代にかけて、次々にソロ・アルバムを録音した。 楽曲の多くは、ケルトの色合いの濃いトラディショナルな題材を基調にし、様々なスタイルを織り込んだものとなっている。そして1970年代後半には、バート・ヤンシュとのフォーク・バロックを演奏した日々のように、アメリカ人ギタリストのステファン・グロスマン(Stefan Grossman)と共演し、2枚のアルバムを共同作製している。
1980年代初期、イギリス南西部のデボン州にあるダーティントン芸術大学に3年間通ってクラシック音楽を学び直し、作曲と管弦楽法の学位を取得した。

### 1980年代後半以降
ダーティントンで学んでからは、ギター演奏やフォーク分野以外の作曲も手掛け始めた。そしてその一方、フォーク分野の演奏活動も行い続けている。
1987年、マギー・ボイル（Maggie Boyle）とスティーブ・ティルストン（Steve Tilston）夫妻、元ジョン・レンボーン・グループのトニー・ロバーツ（Tony Roberts）とニューヨークのセントラルパークでコンサートを開く。その時のバンド名は「Ship of Fools」と呼び、同名のアルバムも発表した。この「Ship of Fools」とは、セバスチャン・ブラントによって書かれた諷刺文学「阿呆船」から採っている。
1993年にはロビン・ウィリアムソン（Robin Williamson）とのデュエットの実況録音『Wheel of Fortune』を発表。グラミー賞の最優秀トラディショナル・フォーク・アルバム賞にもノミネートされた。

## 来日公演
- 1978年（共演：ステファン・グロスマン）
- 1979年
- 1996年（共演：ジャッキー・マクシー、ウィズ・ジョーンズ（英語版））
- 2000年（共演：ダック・ベイカー）
  - 11月03日 東京 吉祥寺 Star Pine's Cafe
  - 11月04日 名古屋 Tokuzo
  - 11月05日 大阪 梅田 Banana Hall
  - 11月07日 東京 吉祥寺Star Pine's Cafe
- 2005年（共演：ウッディ・マン（英語版））
  - 11月29日 東京 吉祥寺 Star Pine's Cafe
  - 11月30日 横浜 Thumbs Up
  - 12月02日 大阪 Banana Hall
  - 12月03日 名古屋 Tokuzo
  - 12月04日 東京 吉祥寺Star Pine's Cafe
  - 12月06日 東京 曙橋 Back In Town

## ディスコグラフィ

### ソロ・アルバム
- 『ジョン・レンボーン』 - John Renbourn (1965年、Transatlantic)
- 『アナザー・マンデイ』 - Another Monday (1967年、Transatlantic)
- 『鎧面の騎士』 - Sir John A Lot of Merry Englandes Musyk Thynge and ye Grene Knyghte (1968年、Transatlantic)
- 『ザ・レディ・アンド・ザ・ユニコーン』 - The Lady and the Unicorn (1970年、Transatlantic)
- 『ファロー・アニー』 - Faro Annie (1972年、Transatlantic)
- Heads and Tails (1973年、Transatlantic) ※コンピレーション、1曲のみ収録
- 『隠者』 - The Hermit (1977年、Transatlantic)
- 『ベドラムの乙女』 - A Maid in Bedlam (1977年、Transatlantic) ※ザ・ジョン・レンボーン・グループ名義
- 『ザ・ブラック・バルーン』 - The Black Balloon (1979年、Transatlantic)
- 『ソー・アーリー・イン・ザ・スプリング』 - So Early in the Spring (1979年、Columbia Records)
- One Morning Very Early (1979年、Transatlantic)
- 『魔法の庭』 - The Enchanted Garden (1980年、hanachie) ※ザ・ジョン・レンボーン・グループ名義
- Live in America (1981年、Flying Fish Records) ※ザ・ジョン・レンボーン・グループ名義
- 『九人の乙女』 - The Nine Maidens (1986年、Flying Fish Records)
- Folk Blues of John Renbourn (1988年、Demon Music Group)
- John Renbourn's Ship of Fools (1988年、Transatlantic)
- 『ロスト・セッションズ』 - Lost Sessions (1996年、Edsel)
- 『トラヴェラーズ・プレイヤー』 - Traveller's Prayer (1998年、Shanachie)
- 『ライヴ・イン・コンサート』 - BBC Live in Concert (1998年、Strange Fruit)
- 『ザ・ギター・オブ・ジョン・レンボーン』 - The Guitar of John Renbourn (2005年、KPM Music) ※1976年録音。『The Guitar Artistry of John Renbourn』のタイトルでも知られる。
- John Renbourn & Friends (2006年、KPM Music)
- Palermo Snow (2011年、Shanachie)

### コンピレーション・アルバム
- The Essential Collection Vol 1: The Solo Years (1987年)
- The Essential Collection Vol 2: The Moon Shines Bright (1987年)
- Essential John Renbourn (1992年)
- Collection (1995年)
- Definitive Transatlantic Collection (1998年)
- Collected (1999年、Music Club)
- Down on the Barge (2000年、Delta)
- The Transatlantic Anthology (2000年、Castle)
- Heritage (2001年、EMI Plus)
- 『ベスト・オブ・ジョン・レンボーン』 - The Best Of John Renbourn (2001年、Castle Pulse)
- Nobody's Fault But Mine: The Anthology (2007年、Transatlantic)
- 『ジ・アティック・テープス』 - The Attic Tapes (2015年、Riverboat)

### ペンタングル
- 『ペンタングル』 - The Pentangle (1968年)
- 『スウィート・チャイルド』 - Sweet Child (1968年)
- 『バスケット・オブ・ライト』 - Basket of Light (1969年)
- 『クルエル・シスター』 - Cruel Sister (1970年)
- 『リフレクション』 - Reflection (1971年)
- 『ソロモンの封印』 - Solomon's Seal (1972年)
- 『フィナーレ』 - Finale - An evening with Pentangle (2016年) ※ライブ

### ジョン・レンボーン&ステファン・グロスマン
- 『ジョン・レンボーン&ステファン・グロスマン』 - John Renbourn and Stefan Grossman (1978年、Kicking Mule Records)
- 『アンダー・ザ・ヴォルケーノ』 - Under the Volcano (1979年、Kicking Mule)
- Keeper of the Vine: Best of John Renbourn and Stefan Grossman (1982年、Shanachie)
- 『イン・コンサート』 - Live... In Concert (1984年、Shanachie)
- 『スリー・キングダムス』 - The Three Kingdoms (1987年、Sonet)
- Snap a Little Owl (1997年、Shanachie)

### コラボレーション・アルバム
ドリス・ヘンダースン
- 『ゼア・ユー・ゴー!』 - There You Go (1965年、Big Beat)
- 『ウォッチ・ザ・スターズ』 - Watch the Stars (1967年、Fontana Records)

バート・ヤンシュ
- 『華麗なる出会い』 - Bert and John (1966年) ※旧邦題『バート・アンド・ジョン』
- After The Dance (1992年)

バート・ヤンシュとコナンドラム(Conundrum)
- Thirteen Down (1979年)

ウィズ・ジョーンズ
- 『ジョイント・コントロール』 - Joint Control (2016年、World Music Network)

### 映像作品
- Rare Performances 1965 - 1995 (2004年)
- In Concert (2004年)